# Tiriyó
Trio (Tiriyó, Tiryó, Tirió, Tixió, Trio, Tarona, Tiriyómetesem), pleme američkih Indijanaca iz skupinme Kariba iz Surinama i sjevernog Brazila. Današnji naziv pokriva i stare plemenske grupe Pianokotó, Okômoyána, Pirëuyana (Pireuyana), Arimiyána ili Arimihotó, Aramayána ili Aramagóto, Aramiso i Maraxó, od kojih neki od njih danas žive u selu Kwamalasamutu u Surinamu.

## Lokacija
U Surinamu žive u selima Pelelutepu ili Tepu, Kwamalasamutu i Alalapadu), a u   Brazilu uz rijeku Rio Mapari u državi Pará (rezervat Parque Indígena de Tumucumaque). Sela: Awiri, Acahé, Paimeru, Pedra da Onça (Kaikui Tëpu), Cuxaré (Kuxaré), Pacupina.

## Lokalne skupine i plemena
Trio kao generički naziv obuhvaća nanjmanje 12 plemena. Frikel ih 1957 dijeli na 6 divljih i 6 prijateljskih podgrupa. Pod divlje opisuje skupine koje opisuje kao plemena sa  "marginal stone-age culture", a to su po njemu: Akuriyó, Kukuyana, Pianoi, Tiriyometesen, Wama i Wayarikuré (Oyarikulets), a Trio Indijanci za njih su reklida su eire ='opasni'.
U prijateljska plemena navodi. Arámayána (Aramagóto), Aramicho (Aramiso), Arimihoto (Arimiyana), Maracho (Pianokotó), Okômoyána (Maipuridjana) i Prouyana (Rangu).

## Jezik
Jezično (jezik trio) pripadaju porodici Cariban, skupini Wayana-Trio.

## Populacija
Populacija im iznosi 1.156 (Funasa - 2006); 1.400 (Suriname - 2003)

## Vanjske poveznice
- Trio